# 青丹よし
青丹よし（あおによし）は、
1. 「奈良」ないし「国内」（くぬち）に掛かる枕詞。ウィクショナリーの「あをによし」を参照。
2. 奈良県の銘菓。以下に詳述。

青丹よし（あおによし）は、奈良県の銘菓で、和三盆と葛粉を混ぜ合わせて短冊形に打ち固めた干菓子（押し物菓子）。若草色と薄紅色の二種類が作られ、表面には砂糖でカスリ引きが斜めに施されている。大きさは横3寸（約9.1センチメートル）、縦1寸（約3センチメートル）、厚さ1文（約2.4センチメートル）ほどとされている。
かつてはうるち米粉で砂糖を固めた白一色の菓子で、「真砂糖」と呼ばれており、中宮寺の御用菓であった。
現在の形になったのは江戸時代末期であり、享和年間に有栖川宮が奈良を訪れた際にこの菓子を献上され、その際に短冊型にして「青丹よし」と名付けよと命じたことがきっかけである。